# Ema da Alamânia
Ema da Alemania  (ou Ima de Alemania), que morreu em 798, é uma nobre descendente de uma família germânica, mãe de Hildegarda de Vintzgau, que é a segunda esposa de Carlos Magno e a mãe do imperador Luís, o Piedoso.

## Biografia
Ela é filha do Duque Alamano Nebe.
Ela é a esposa do conde Geraldo I de Vintzgau, filho de Hado VIntzgau e Gerniu de Suevie. Nasceram de sua união os seguintes filhos:
- Hildegarda (754 - † 783), esposa de Carlos Magno;
- Odalrico (ou Udalrico), conde na Alsácia, em Breisgau e Panonia;
- Geraldo († 799), prefeito da Baviera;
- Provavelmente Adriano († depois de 10 de Novembro, 821), conde de Orleães, Conde Palatino, esposa de Valdrada. Filiação incerta.